# Gaston Tuaillon
Pour les articles homonymes, voir Tuaillon.
Gaston Tuaillon, né le 23 décembre 1923 à Fourneaux (Savoie) et mort le 7 juin 2011 à Grenoble, est un romaniste et dialectologue savoyard de langue savoyarde (dialecte du francoprovençal) .

## Biographie
Tuaillon se diplôme en 1941 à Saint-Jean-de-Maurienne. Il est actif dans la Résistance, étudié et enseigne dans les écoles de Lyon. En 1953, il passe l'agrégation, enseigne jusqu'en 1957 à Mâcon et Lyon et obtient un poste de 1957 à 1961 au centre de recherche à Paris [lequel ?]. Il part ensuite à l'Université de Grenoble. En 1972, il est qualifié en tant que professeur à Strasbourg avec Georges Straka pour leurs Études de dialectologie gallo-romane. Il a été à Grenoble professeur d'histoire de la langue française et dialectologie gallo-romane (émérite en 1989). De 1973 à 1980, il est secrétaire de la Société de Linguistique Romane.

## Œuvres
- Gaston Tuaillon, « Limite nord du provençal à l'est du Rhône », Revue de linguistique romane, Paris, Société de linguistique romane avec le concours du Centre national de la recherche scientifique, vol. 28 « cahier 109-110 »,‎ janvier-juin 1964, p. 127-142 (ISSN 0035-1458, OCLC 1681180, lire en ligne).En dernière page figure une carte considérée princeps.
- (avec Jean-Baptiste Martin) Atlas linguistique et ethnographique du Jura et des Alpes du Nord. Francoprovençal central, 3 vol., Paris 1971-1981.
- Comportement de recherche en dialectologie française, Paris 1976.
- (avec Ernest Schüle, Rose-Claire Schüle e Tullio Telmon) L'Atlas des patois valdôtains. État des travaux 1978, Osta 1979.
- Les Régionalismes du français parlé à Vourey, village dauphinois, Grenoble 1983.
- Le Francoprovençal. Progrès d'une définition, Valdosta 1983.
- (éditeur) Du Moyen Âge au XIXe siècle. Hommage à Robert Deschaux, Grenoble 1989.
- (éditeur, avec Michel Contini) Atlas linguistique roman, 4 vol., Roma 1996-2009 (Volum serior da fé).
- (éditeur et traducteur) Laurent de Briançon, Trois poèmes en patois grenoblois du XVIe siècle, Grenoble 1996.
- (éditeur et traducteur) Bernardin Uchard, La Piedmontoize. Poème en francoprovençal de Bresse, en hommage au Maréchal Lesdiguières (1619), Roma 2000.
- (éditeur et traducteur) La Littérature en francoprovençal avant 1700, Grenoble 2002.
- Le francoprovençal. Tome premier. Définition et délimitation. Phénomènes remarquables, Valdosta 2007.
- (éditeur et traducteur) Nicolas Martin, Noëls et chansons en français et en patois savoyard (Lion 1555), Montmélian 2008.